# サタデードラマ
サタデードラマは、テレビ朝日系列で1999年4月から2000年3月まで毎週土曜20時枠に放送されていたテレビドラマ枠である。

## 概要
長年親しまれた土曜時代劇が木曜に移行し、現代劇のドラマ枠が新設された。同枠では1975年3月で終了した『天まであがれ』以来24年ぶりの現代劇の登場だった。
しかし、僅か1年で廃枠。土曜日の連続ドラマ枠は23時枠へと移行し、1年半で撤退となったが、2017年10月から『SmaSTATION!!』の終了に伴い、枠を再開した。2023年現在、この時間帯は『池上彰のニュースそうだったのか!!』が放送されバラエティ枠を続いている。
なお放送時間（日本時間）は、前期2作までは20:00 - 20:54だったが、後期2作は1分早まり、19:59 - 20:54となった。

## 放送されていた作品

### 1999年
- プリズンホテル
- 笑ゥせぇるすまん（伊東四朗主演版）
- 青い鳥症候群

### 2000年
- おばあちゃま、壊れちゃったの?

## ネット局
| 放送対象地域  | 放送局           | 系列           | 備考   |
| ------------- | ---------------- | -------------- | ------ |
| 関東広域圏    | テレビ朝日       | テレビ朝日系列 | 制作局 |
| 北海道        | 北海道テレビ     | テレビ朝日系列 |        |
| 青森県        | 青森朝日放送     | テレビ朝日系列 |        |
| 岩手県        | 岩手朝日テレビ   | テレビ朝日系列 |        |
| 宮城県        | 東日本放送       | テレビ朝日系列 |        |
| 秋田県        | 秋田朝日放送     | テレビ朝日系列 |        |
| 山形県        | 山形テレビ       | テレビ朝日系列 |        |
| 福島県        | 福島放送         | テレビ朝日系列 |        |
| 新潟県        | 新潟テレビ21     | テレビ朝日系列 |        |
| 長野県        | 長野朝日放送     | テレビ朝日系列 |        |
| 静岡県        | 静岡朝日テレビ   | テレビ朝日系列 |        |
| 石川県        | 北陸朝日放送     | テレビ朝日系列 |        |
| 中京広域圏    | 名古屋テレビ     | テレビ朝日系列 |        |
| 近畿広域圏    | 朝日放送         | テレビ朝日系列 |        |
| 広島県        | 広島ホームテレビ | テレビ朝日系列 |        |
| 山口県        | 山口朝日放送     | テレビ朝日系列 |        |
| 香川県 岡山県 | 瀬戸内海放送     | テレビ朝日系列 |        |
| 愛媛県        | 愛媛朝日テレビ   | テレビ朝日系列 |        |
| 福岡県        | 九州朝日放送     | テレビ朝日系列 |        |
| 長崎県        | 長崎文化放送     | テレビ朝日系列 |        |
| 熊本県        | 熊本朝日放送     | テレビ朝日系列 |        |
| 大分県        | 大分朝日放送     | テレビ朝日系列 |        |
| 鹿児島県      | 鹿児島放送       | テレビ朝日系列 |        |
| 沖縄県        | 琉球朝日放送     | テレビ朝日系列 |        |

## セールスについて
- この枠は象印マホービン・日本リーバ中心の組とP&G中心の組の前後半3分ずつに分かれ、隔週毎に入れ替えた。